# Карликовые государства Европы
Карликовые государства Европы — несколько очень маленьких суверенных государств в Европе. В их число обычно включаются Андорра, Лихтенштейн, Мальта, Монако, Сан-Марино и Ватикан. Также к их числу часто относят Люксембург. Карликовые государства — это небольшие независимые страны в отличие от «виртуальных государств», которые фактически не являются государствами.
Мальтийский орден считается квазигосударственным образованием.

## Карликовые государства

### Андорра
Княжество Андорра — реликт феодализма, расположенный в Пиренеях. Являлось совместным ленным владением Епископа Урхельского (Испания) и графа де Фуа (Франция), с населением около 70 тыс. чел. Графство Фуа в 1607 году вошло в состав Французской монархии, и сюзереном Андорры с французской стороны стал Король (в настоящее время — Президент) Франции.
Получила независимость в 1278 году.

### Лихтенштейн
Княжество Лихтенштейн — единственное сохранившееся государство, входившее в Священную Римскую империю. Создано как суверенный феод Австрийского дома на основе графств Вадуц и Шелленберг в 1719 году. Население более 30 тыс. чел. Из-за своего географического положения между Швейцарией и Австрией не было затронуто реорганизацией Германии после Французской революции и избежало поглощения Германской империей позднее в XIX веке.

### Мальта
Республика Мальта — архипелаг из семи островов в центре Средиземного моря. Население около 400 тыс. чел., наибольшее среди карликовых государств (например, население Исландии по оценке на 1 января 2009 года составляет 319 368 чел.). Люди впервые прибыли на Мальту около 5200 г. до н. э. с ближайшего острова Сицилия. Мальта получила независимость от Великобритании в 1964. Член Содружества Наций и Европейского союза.

### Монако
Княжество Монако расположено на Французской Ривьере. С XIII века княжество принадлежит Дому Гримальди, получило полную независимость только после передачи графства Ницца от Италии к Франции в 1860 году.
Монако расположено на Средиземном море и имеет население около 35 тыс. чел. По форме правления является конституционной монархией, возглавляемой князем Альбертом II. Население на 95 % является прихожанами римско-католической церкви. Широко распространены французский, итальянский и английский языки. Экономика базируется на банковских и финансовых услугах, логистике и торговле, исследованиях в области биотехнологии, морской окружающей среды, туризме.

### Сан-Марино
Республика Сан-Марино — единственная оставшаяся из средневековых самоуправляющихся итальянских коммун. Ей удалось избежать объединения Италии в отдельные княжества в XV веке и объединения страны в единое государство в XIX веке благодаря своему удалённому положению в долине в Апеннинских горах, а также своему решению предоставить убежище лидерам движения за объединение. Население составляет около 30 тыс. чел.

### Ватикан
Государство-город Ватикан — вспомогательная территория Святого Престола в статусе суверенного княжества.
Ватикан — последний осколок бывшего Папского государства в центральной Италии, управлявшегося непосредственно Папой Римским. С объединением Италии в XIX веке Папское государство стало частью Королевства Италия, однако Папа сохранил контроль над небольшой территорией вокруг Собора Святого Петра в Риме.
Независимое город-государство Ватикан образовано на основании Латеранских соглашений 1929 года между Папой и Итальянским правительством. В соответствии с этими соглашениями Папа признал итальянское правительство в обмен на установление римско-католической веры как государственной религии и признание папского суверенитета над небольшой территорией в Риме.

### Мальтийский орден
Мальтийский орден (Суверенный военный орден рыцарей-госпитальеров святого Иоанна Иерусалимского, Родоса и Мальты) — квазигосударственное образование, имеет статус наблюдателя при ООН. Имеет дипломатические отношения со 104 государствами (в том числе с Россией) при помощи большого количества послов. Иногда рассматривается как карликовое государство.
В 1834 году орден учредил новую штаб-квартиру в Риме. Суверенный военный Странноприимный Орден Святого Иоанна, Иерусалима, Родоса и Мальты, широко известный как Мальтийский орден, является римско-католическим религиозным орденом. Суверенный статус ордена признан множеством международных организаций, членом которых он является. Имеет статус наблюдателя, признан Организацией Объединенных Наций, а также другими организациями. Орден выдаёт собственные паспорта, печатает собственную валюту, марки и даже выдаёт автомобильные номера. Великий магистр ордена несёт службу в качестве папского вице-короля, предоставляя дипломатам Ватикана процессуальную поддержку при подаче ходатайств, при внесении предложений о поправках, а также при необходимости принятия решений в сфере международной дипломатии. Претензии ордена на суверенитет оспариваются некоторыми учёными.

## Экономическая политика, и отношения с Европейским Союзом
Все карликовые европейские государства имеют небольшую территорию, небольшое население, и ограниченные ресурсы. Как следствие, на них распространяются особые экономические условия, как правило — низкие налоги и ограничения на иностранные инвестиции. Мальта является полноправным членом Евросоюза, тогда как остальные пять карликовых государств имеют с ним специальные отношения. Многие входят в таможенный союз со своими большими соседями; Ватикан и Сан-Марино — с Италией, Лихтенштейн со Швейцарией, Монако — с Францией. Их безопасность и суверенитет обеспечиваются системой международной безопасности, которая сложилась в Европе после Второй мировой войны.